# Algieria na Letnich Igrzyskach Olimpijskich 1984
Algierię na Letnich Igrzyskach Olimpijskich 1984 reprezentowało 33 zawodników.
Był to piąty występ reprezentacji Algierii na letnich igrzyskach olimpijskich.

## Zdobyte medale
| Medal | Zawodnik        | Dyscyplina | Konkurencja | Rezultat                                                                            |
| ----- | --------------- | ---------- | ----------- | ----------------------------------------------------------------------------------- |
| Brąz  | Mohamed Zaoui   | Boks       | 75 kg       | W półfinale przegrał z reprezentantem Stanów Zjednoczonych Virgillem Hillem 274:300 |
| Brąz  | Mustapha Moussa | Boks       | 81 kg       | W półfinale przegrał z reprezentantem Jugosławii Antonem Josipoviciem 282:298       |

## Reprezentanci

### Boks
| Zawodnik                | Konkurencja | 1/32             | 1/16                  | 1/8                               | Ćwierćfinał                    | Półfinał                | Finał            | Finał   |
| Zawodnik                | Konkurencja | Przeciwnik Wynik | Przeciwnik Wynik      | Przeciwnik Wynik                  | Przeciwnik Wynik               | Przeciwnik Wynik        | Przeciwnik Wynik | Miejsce |
| ----------------------- | ----------- | ---------------- | --------------------- | --------------------------------- | ------------------------------ | ----------------------- | ---------------- | ------- |
| Mustapha Kouchene       | 54 kg       | wolny los        | Dale Walters 273-300  | NQ                                | NQ                             | NQ                      | NQ               | 17.     |
| Azzedine Saïd           | 57 kg       | wolny los        | Omar Catarí RSC       | NQ                                | NQ                             | NQ                      | NQ               | 17.     |
| Ikhlef Ahmed Hadj Allah | 63,5 kg     | wolny los        | Umesh Maskey RSC      | Jean-Pierre Mbereke-Baban 282-296 | NQ                             | NQ                      | NQ               | 9.      |
| Kamel Aboud             | 67 kg       | wolny los        | Henry Kalunga 299-283 | Alexander Künzler 290-295         | NQ                             | NQ                      | NQ               | 9.      |
| Mohamed Zaoui           | 75 kg       | —                | wolny los             | Tsiu Monne RSC                    | Moses Mwaba 294-291            | Virgil Hill 274-300     | NQ               | brąz    |
| Mustapha Moussa         | 81 kg       | —                | wolny los             | Drake Thadzi 299-282              | Anthony Everoll Wilson 295-287 | Anton Josipović 282-298 | NQ               | brąz    |
| Mohamed Bouchiche       | 91 kg       | —                | wolny los             | Willie DeWit 285-297              | NQ                             | NQ                      | NQ               | 9.      |

### Lekkoatletyka
| Zawodnik                | Konkurencja        | Eliminacje | Eliminacje | Ćwierćfinał | Ćwierćfinał | Półfinał | Półfinał | Finał   | Finał   |
| Zawodnik                | Konkurencja        | Wynik      | Miejsce    | Wynik       | Miejsce     | Wynik    | Miejsce  | Wynik   | Miejsce |
| ----------------------- | ------------------ | ---------- | ---------- | ----------- | ----------- | -------- | -------- | ------- | ------- |
| Ali Bakhta              | 200 m              | 21,15      | 4.         | 21,35       | 8.          | NQ       | NQ       | NQ      | NQ      |
| Ahmed Bel Kessam        | 800 m              | 1:47,51    | 4.         | 1:48,11     | 7.          | NQ       | NQ       | NQ      | NQ      |
| Mehdi Aidet             | 1500 m             | 3:53,92    | 7.         | —           | —           | NQ       | NQ       | NQ      | NQ      |
| Abderrahmane Morceli    | 1500 m             | 3:45,09    | 7.         | —           | —           | NQ       | NQ       | NQ      | NQ      |
| Abdel Razzak Bounour    | 5000 m             | 13:51,52   | 5.         | —           | —           | 13:57,43 | 13.      | NQ      | NQ      |
| Mohamed Ryad Ben Haddad | 110 m przez płotki | 14,44      | 5.         | —           | —           | NQ       | NQ       | NQ      | NQ      |
| Abdel Wahab Ferguene    | 20 km              | —          | —          | —           | —           | —        | —        | 1:31:24 | 26.     |
| Benamar Kechkouche      | 20 km              | —          | —          | —           | —           | —        | —        | 1:34:12 | 30.     |

| Zawodnik    | Konkurencja | Kwalifikacje | Kwalifikacje | Finał    | Finał   |
| Zawodnik    | Konkurencja | Rezultat     | Miejsce      | Rezultat | Miejsce |
| ----------- | ----------- | ------------ | ------------ | -------- | ------- |
| Hakim Toumi | rzut młotem | 67,68        | 17.          | NQ       | NQ      |

### Piłka ręczna
Tabela grupy
Wyniki spotkań
Faza grupowa
| 31 lipca 198420:00 | Rumunia | 25:16(11:7) | Algieria | Los Angeles |
| 31 lipca 198420:00 |         | 25:16(11:7) |          | Los Angeles |

| 2 sierpnia 198421:30 | Szwajcaria | 19:18(10:10) | Algieria | Los Angeles |
| 2 sierpnia 198421:30 |            | 19:18(10:10) |          | Los Angeles |

| 4 sierpnia 198414:00 | Jugosławia | 25:10(13:3) | Algieria | Los Angeles |
| 4 sierpnia 198414:00 |            | 25:10(13:3) |          | Los Angeles |

| 6 sierpnia 198420:00 | Islandia | 19:15(7:7) | Algieria | Los Angeles |
| 6 sierpnia 198420:00 |          | 19:15(7:7) |          | Los Angeles |

| 8 sierpnia 198418:30 | Japonia | 17:16(11:7) | Algieria | Los Angeles |
| 8 sierpnia 198418:30 |         | 17:16(11:7) |          | Los Angeles |

Mecz o 11. miejsce
| 10 sierpnia 198420:00 | Korea Południowa | 25:21(10:9) | Algieria | Los Angeles |
| 10 sierpnia 198420:00 |                  | 25:21(10:9) |          | Los Angeles |

Skład
| Imię i nazwisko            | Data urodzenia | Klub         |
| -------------------------- | -------------- | ------------ |
| Abdel Salem Ben Magh Soula | 20.02.1961     |              |
| Abu Sofiane Draouci        | 22.04.1960     |              |
| Abdelkrim Bendjemil        | 5.12.1959      | MC Oran      |
| Azzedine Ouhib             | 15.11.1956     |              |
| Brahim Bourdrali           | 12.02.1963     |              |
| Djaffar Bel Hocine         | 18.08.1961     |              |
| Kamel Maoudj               | 30.08.1969     |              |
| Kamel Ouchia               | 2.10.1956      |              |
| Mouloud Mekhnache          |                | Nadit Algier |
| Hocine Ledra               | 9.09.1956      |              |
| Mourad Boussebt            | 19.05.1960     |              |
| Mustapha Doballah          | 25.04.1959     |              |
| Omar Azzeb                 | 07.07.1960     | MC Algier    |
| Rashid Mokhrani            | 07.06.1960     | MC Algier    |
| Zineddine Mohamed Seghir   | 22.08.1959     |              |

### Podnoszenie ciężarów
| Zawodnik             | Konkurencja | Rwanie                 | Rwanie                 | Podrzut | Podrzut | Razem                     | Pozycja                   |
| Zawodnik             | Konkurencja | Wynik                  | Pozycja                | Wynik   | Pozycja | Razem                     | Pozycja                   |
| -------------------- | ----------- | ---------------------- | ---------------------- | ------- | ------- | ------------------------- | ------------------------- |
| Ahmed Tarbi          | do 59 kg    | DSQ                    | DSQ                    | DSQ     | DSQ     | DSQ                       | DSQ                       |
| Noureddine Bekkouche | do 60 kg    | Spalił wszystkie próby | Spalił wszystkie próby | 137,5   | 11.     | Nie został sklasyfikowany | Nie został sklasyfikowany |